# 科堡附近埃伯斯多夫
科堡附近埃伯斯多夫是德国巴伐利亚州的一个市镇。总面积26.36平方公里，总人口6006人，其中男性2962人，女性3044人（2011年12月31日），人口密度228人/平方公里。